# 徳島ジャンクション
徳島ジャンクション（とくしまジャンクション）は、徳島県徳島市川内町にある徳島自動車道と徳島南部自動車道のジャンクションである。

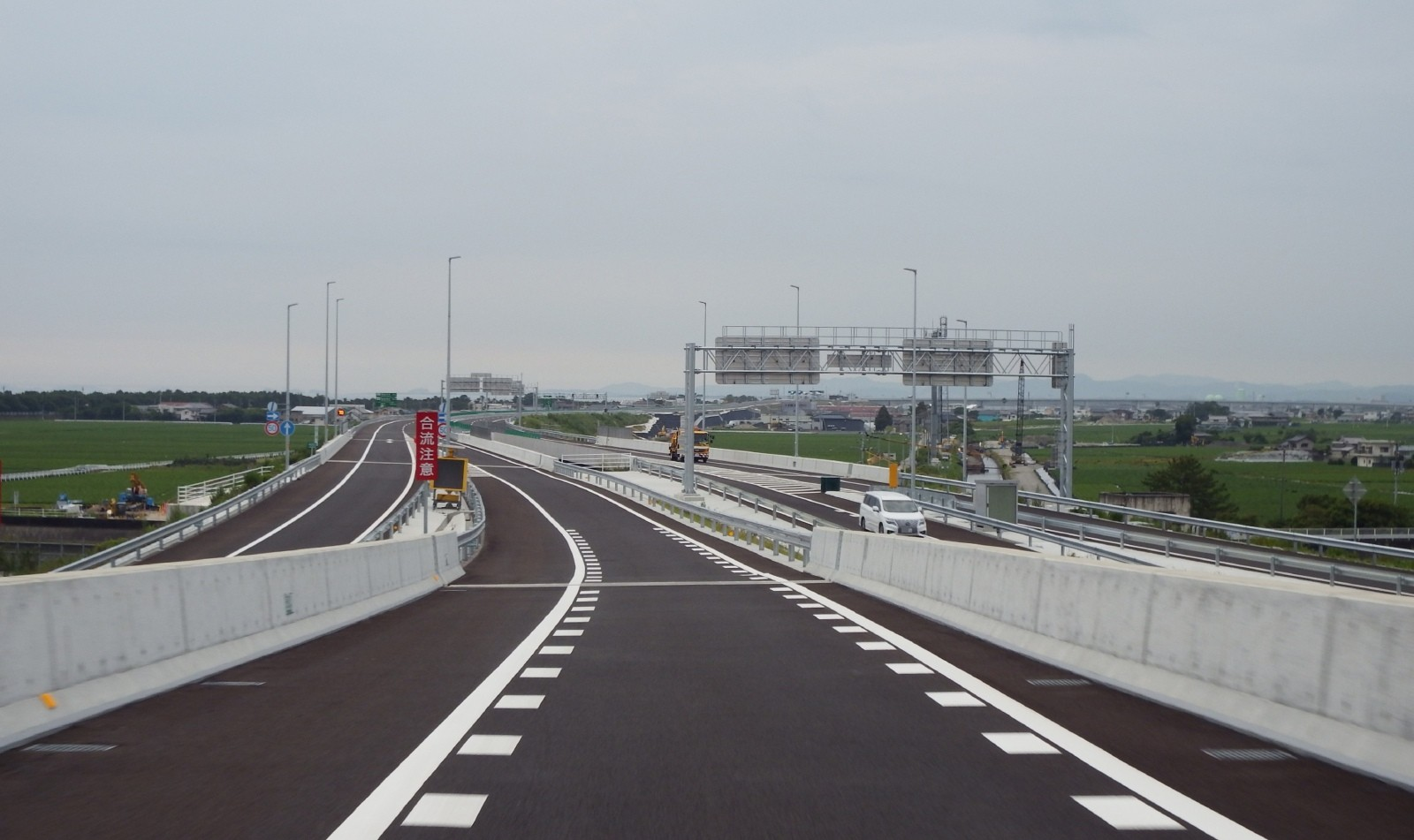
徳島ジャンクション

## 歴史
- 2015年（平成27年）3月14日 : 徳島自動車道の鳴門JCT - 徳島IC間が開通[2]。ただし、この時点では当JCTは未供用。
- 2020年（令和2年）10月2日 : JCT名称が「徳島JCT」に正式決定[3]。
- 2022年（令和4年）3月21日 : 徳島南部自動車道の徳島沖洲IC - 徳島JCT間の開通に伴い、当JCTが供用開始[4]。

## 接続する道路
- E11/E32 徳島自動車道
  - 高速道路ナンバリングは当JCTを境に変わり、鳴門JCT方面が「E11」、川之江東JCT方面が「E32」となる。
- E55 徳島南部自動車道

## 備考
徳島南部道方面の案内標識には「室戸」と表記されているが、将来接続予定の阿南安芸自動車道は室戸市を通らない計画である。

## 隣
E11/E32 徳島自動車道
(7)鳴門JCT - (1-1)松茂PA/SIC - (8)徳島JCT - (1)徳島IC
E55 徳島南部自動車道
(1)徳島沖洲IC - 徳島TB - (8)徳島JCT